# Ruben Loftus-Cheek
Ruben Ira Loftus-Cheek (sinh ngày 23 tháng 1 năm 1996) là cầu thủ bóng đá người Anh thi đấu ở vị trí tiền vệ trung tâm cho câu lạc bộ AC Milan tại Serie A và đội tuyển Anh. Là sản phẩm của lò đào tạo trẻ Chelsea, Loftus-Cheek có trận đấu chính thức đầu tiên cho Chelsea vào tháng 12 năm 2014 và từng có thời gian được đem cho mượn tại Crystal Palace.

## Sự nghiệp câu lạc bộ

### Chelsea

#### Đội trẻ Chelsea
Loftus-Cheek gia nhập Chelsea khi chỉ mới 8 tuổi. Anh được đôn lên đội U-18 Chelsea từ năm 15 tuổi. Trong mùa giải 2011-12, anh bị chấn thương nên vắng mặt phần lớn các trận đấu nhưng được vào sân thay người trong trận chung kết giải trẻ Cúp FA 2012 và đã cùng đội trẻ Chelsea giành chức vô địch. Ở mùa giải tiếp theo, Loftus-Cheek thi đấu ở cả đội U-18 (18 trận) và U-21 Chelsea (9 trận) vào cuối mùa giải được tham dự trận đấu giao hữu của đội một Chelsea với Manchester City. Trong mùa giải 2013–14, Loftus-Cheek là đội trưởng đội U-18 Chelsea giành chức vô địch giải trẻ Cúp FA và là thành viên chủ chốt của đội U-21 vô địch Giải U-21 Premier League.

#### Mùa bóng 2014-15
Loftus-Cheek có trận đấu chính thức đầu tiên cho đội một Chelsea vào ngày 10 tháng 12 năm 2014 khi vào sân thay cho Cesc Fàbregas ở những phút cuối trận đấu với Sporting Lisbon tại UEFA Champions League; Chelsea giành chiến thắng 3–1 vào vòng sau với vị trí nhất bảng. Ngày 31 tháng 1 năm 2015, anh có màn ra mắt tại Premier League khi vào sân thay cho tiền vệ Oscar ở phút bù giờ trận hòa 1-1 với Manchester City. Ngày 3 tháng 2, Loftus-Cheek được huấn luyện viên José Mourinho điền tên vào đội hình một cùng với người đồng đội ở đội trẻ là Isaiah Brown.
Ngày 13 tháng 4, Loftus-Cheek có mặt trong đội hình đội U-19 Chelsea thi đấu trận chung kết UEFA Youth League 2014–15 với U-19 Shakhtar Donetsk tại Thụy Sĩ và đội bóng nước Anh đã giành chiến thắng 3-2. Ngày 10 tháng 5 năm 2015, Loftus-Cheek lần đầu tiên được đá chính, trong trận đấu với Liverpool tại Stamford Bridge. Anh đã được thi đấu trong 60 phút và thực hiện được 36 đường chuyền với tỷ lệ chuyền bóng chính xác tuyệt đối 100% và có bốn lần tắc bóng thành công. Một tuần sau anh tiếp tục được ra sân ngay từ đầu trong trận đấu với West Bromwich Albion. Kết thúc mùa giải, Chelsea giành được danh hiệu vô địch Premier League nhưng Loftus-Cheek không ra sân đủ 5 trận cả giải đấu nên không đủ điều kiện nhận huy chương.
Sau trận đấu giao hữu vào đầu tháng 6 năm 2015 với Sydney FC, huấn luyện viên Mourinho đã chỉ trích nặng nề thái độ thi đấu của Loftus-Cheek khi khẳng định "Mối quan hệ của tôi với Loftus-Cheek vừa có một bước lùi" và "Cậu ta phải chạy gấp ba lần những cầu thủ kinh nghiệm[…]Tôi không chấp nhận một tiền vệ chơi bóng cạnh Matic hay Mikel mà lại không quyết tâm, đợi người khác cướp bóng cho mình."

#### Mùa bóng 2015-16
Ngày 29 tháng 8 năm 2015, Loftus-Cheek có trận đấu đầu tiên trong mùa giải khi vào sân ở phút 73 thay cho Nemanja Matić trong trận Chelsea thua Crystal Palace 2-1. Ngày 16 tháng 9, anh có mặt trong đội hình chính lần đầu tiên trong mùa giải ở trận thắng 4-0 trước Maccabi Tel Aviv và đã thi đấu rất tốt với 60 đường chuyền, tỷ lệ chuyền chính xác 93%. Ngày 10 tháng 1 năm 2016, Loftus-Cheek vào sân từ ghế dự bị thay cho Oscar đã có bàn thắng đầu tiên cho đội một Chelsea ấn định chiến thắng 2-0 trước Scunthorpe United tại cúp FA. Bàn thắng này cũng giúp Loftus-Cheek trở thành cầu thủ đầu tiên thuộc diện tự đào tạo của Chelsea ghi bàn cho đội một kể từ khi Carlton Cole lập công vào năm 2006.
Anh chính thức có bàn thắng đầu tiên tại Giải ngoại hạng Anh vào ngày 2 tháng 4 với pha ghi bàn mở tỉ số trong chiến thắng 4-0 trước Aston Villa.

#### Mùa bóng 2016-17
Ngày 23 tháng 8 năm 2016, Loftus-Cheek ra sân ngay từ đầu trong trận đấu với Bristol Rovers tại vòng 2 Cúp EFL và có một đường chuyền thành bàn cho Michy Batshuayi trong chiến thắng 3–2.
Kết thúc mùa giải 2016-17, Loftus-Cheek cùng với Chelsea giành chức vô địch Giải bóng đá Ngoại hạng Anh 2016-17 khi cá nhân anh thi đấu đủ số trận điều kiện nhận huy chương là hơn 5 trận.

#### Crystal Palace (mượn)
Ngày 12 tháng 7 năm 2017, Loftus-Cheek gia nhập Crystal Palace theo thỏa thuận cho mượn từ Chelsea cho đến hết mùa giải 2017-18. Anh có trận đấu ra mắt trong trận đấu mở màn mùa giải với Huddersfield Town, thi đấu đủ cả 90 phút. Ngày 25 tháng 11 năm 2017, anh có được bàn thắng đầu tiên cho Crystal Palace khi ghi bàn mở tỉ số trong chiến thắng 2-1 trước Stoke City, chiến thắng thứ hai kể từ đầu mùa giải của Crystal Palace. Tháng 12 năm 2017, anh bị chấn thương mắt cá chân phải và đến ngày 17 tháng 3 năm 2018 anh mới có thể trở lại thi đấu.
Ngày 28 tháng 4 năm 2018, Loftus-Cheek là người nâng tỉ số lên 3-0 trong chiến thắng 5-0 của Palace trước Leicester City. Crystal Palace trụ hạng thành công ở mùa giải 2017-18 với cá nhân Loftus-Cheek đóng góp 2 bàn thắng và 3 đường kiến tạo qua 25 trận.

#### Trở lại Chelsea (2018-20)
Loftus-Cheek trở lại thi đấu cho Chelsea trong mùa bóng 2018-19. Ngày 25 tháng 10 năm 2018, anh lập hat-trick đầu tiên trong sự nghiệp của mình giúp Chelsea đánh bại đội bóng Belarus BATE Borisov 3-1 tại vòng bảng UEFA Europa League 2018-19. Đây cũng là hat-trick đầu tiên của một cầu thủ Chelsea tại đấu trường Châu Âu kể từ hat-trick năm 2006 của Didier Drogba. Ba ngày sau đó, anh có bàn thắng thứ hai cho Chelsea tại Premier League với pha lập công ấn định chiến thắng 4-0 trước Burnley, 939 ngày sau bàn thắng đầu tiên trong trận gặp Aston Villa vào tháng 4 năm 2016. Ngày 2 tháng 12, anh ấn định chiến thắng 2-0 trước Fulham tại Premier League và sau đó ba ngày mở tỉ số trong trận đấu với Wolverhampton Wanderers nhưng Chelsea sau đó đã để thua ngược 2–1.
Ngày 31 tháng 3 sau 2019, sau khi được đưa vào sân thay cho Jorginho ở phút 64, Loftus-Cheek trở thành người hùng của Chelsea với pha đánh đầu vào góc xa ghi bàn ấn định chiến thắng 2-1 cho Chelsea ở phút bù giờ đầu tiên của trận đấu tại Premier League với Cardiff City. Ba ngày sau đó, anh ấn định chiến thắng 3-0 của Chelsea trước Brighton & Hove Albion bằng một cú cứa lòng từ ngoài vòng cấm địa. Ngày 5 tháng 5, Loftus-Cheek một lần nữa ghi dấu ấn sau khi vào thay người với bàn mở tỉ số trong chiến thắng 3-0 trước Watford, giúp Chelsea chắc suất trong top 4 Premier League để tham dự Champions League mùa giải sau.
Ngày 9 tháng 5, Loftus-Cheek ghi bàn trong trận bán kết lượt về UEFA Europa League với Eintracht Frankfurt. Tỷ số trận đấu là 1-1 và Chelsea giành thắng lợi 4–3 ở loạt sút luân lưu để vào trận Chung kết UEFA Europa League 2019 gặp Arsenal. Tuy nhiên anh đã không có cơ hội tham dự trận chung kết này khi bị chấn thương dây chằng gót Achilles trong trận giao hữu tại Mỹ với New England Revolution. Loftus-Cheek có tổng cộng 10 bàn thắng trong mùa giải 2018-19 trên mọi mặt trận dù chỉ có 13 lần được đá chính.
Ngày 6 tháng 7 năm 2019, Loftus-Cheek ký hợp đồng mới có thời hạn đến 2024 với Chelsea. Chấn thương từ mùa giải trước khiến anh chỉ có thể trở lại thi đấu sau hơn một năm, vào ngày 21 tháng 6 năm 2020 trong trận đấu tại Premier League với Aston Villa sau khi giải đấu trở lại sau khoảng thời gian tạm hoãn vì Covid-19 và có tổng cộng 9 lần ra sân, trong đó có 2 lần đá chính trong giai đoạn còn lại của mùa giải.
Ngày 15 tháng 9 năm 2020, Loftus-Cheek ra sân ngay từ đầu trận đấu vòng 1 Premier League 2020-21 với Brighton nhưng thi đấu không tôt và bị thay ra ngay đầu hiệp 2 bởi Ross Barkley. Anh bị chỉ trích nhiều sau trận đấu nhưng được huấn luyện viên Frank Lampard bảo vệ.

#### Fulham (mượn)
Ngày 5 tháng 10 năm 2020, Loftus-Cheek được Chelsea đem cho mượn tại Fulham đến hết mùa bóng 2020-21.

## Sự nghiệp đội tuyển quốc gia
Loftus-Cheek là đội trưởng đội tuyển học sinh Anh tranh tài tại giải U-16 Victory Shield vào năm 2011. Anh cũng là tuyển thủ các đội U-17 và U-19 Anh.
Tháng 6 năm 2015, anh lần đầu tiên được triệu tập vào đội tuyển U-21 Anh để tham dự Giải vô địch bóng đá U-21 châu Âu 2015. Loftus-Cheek có trận ra mắt U-21 Anh trong trận đấu vòng bảng thứ hai với U-21 Thụy Điển khi vào sân thay cho Tom Carroll ở phút 73 của trận đấu. Tại giải đấu này, anh còn được ra sân trong trận vòng bảng cuối cùng với U-21 Ý.
Tại Giải vô địch bóng đá Toulon 2016, Loftus-Cheek ghi bàn thắng quyết định trong trận chung kết với Pháp và được bầu là Cầu thủ xuất sắc nhất giải đấu, trở thành cầu thủ Anh đầu tiên sau Alan Shearer giành danh hiệu này năm 1991.
Tháng 11 năm 2017, Loftus-Cheek được triệu tập vào Đội tuyển bóng đá quốc gia Anh bởi Gareth Southgate để chuẩn bị cho hai trận đấu giao hữu với Đức và Brasil. Ngày 10 tháng 11, anh lần đầu tiên được khoác áo đội tuyển quốc gia và thi đấu trọn 90 phút trận giao hữu hòa 0-0 với Đức, giành danh hiệu cầu thủ xuất sắc nhất trận sau màn trình diễn ấn tượng.
Tháng 5 năm 2018, huấn luyện viên Southgate đã đưa Loftus-Cheek vào danh sách chính thức 23 cầu thủ Anh tham dự World Cup 2018 tại Nga. Anh có trận đấu đầu tiên tại đấu trường World Cup khi được vào sân thay cho Dele Alli ở phút 80 trận đấu đầu tiên tại vòng bảng giữa Anh và Tunisia ngày 18 tháng 6 năm 2018.

## Thống kê sự nghiệp
Tính đến ngày 17 tháng 3 năm 2019.
| Câu lạc bộ            | Mùa giải            | Giải đấu            | Giải đấu | Giải đấu | Cúp quốc gia | Cúp quốc gia | Cúp liên đoàn | Cúp liên đoàn | Châu Âu | Châu Âu | Khác | Khác | Tổng cộng | Tổng cộng |
| Câu lạc bộ            | Mùa giải            | Hạng                | Trận     | Bàn      | Trận         | Bàn          | Trận          | Bàn           | Trận    | Bàn     | Trận | Bànn | Trận      | Bàn       |
| --------------------- | ------------------- | ------------------- | -------- | -------- | ------------ | ------------ | ------------- | ------------- | ------- | ------- | ---- | ---- | --------- | --------- |
| Chelsea               | 2014–15             | Premier League      | 3        | 0        | 0            | 0            | 0             | 0             | 1       | 0       | —    | —    | 4         | 0         |
| Chelsea               | 2015–16             | Premier League      | 13       | 1        | 2            | 1            | 1             | 0             | 1       | 0       | 0    | 0    | 17        | 2         |
| Chelsea               | 2016–17             | Premier League      | 6        | 0        | 3            | 0            | 2             | 0             | —       | —       | —    | —    | 11        | 0         |
| Chelsea               | 2017–18             | Premier League      | —        | —        | 0            | 0            | —             | —             | —       | —       | —    | —    | 0         | 0         |
| Chelsea               | 2018–19             | Premier League      | 16       | 3        | 2            | 0            | 3             | 0             | 8       | 3       | 0    | 0    | 29        | 6         |
| Chelsea               | Tổng cộng           | Tổng cộng           | 38       | 4        | 7            | 1            | 6             | 0             | 10      | 3       | 0    | 0    | 61        | 8         |
| Crystal Palace (mượn) | 2017–18             | Premier League      | 24       | 2        | 0            | 0            | 1             | 0             | —       | —       | —    | —    | 25        | 2         |
| Tổng cộng sự nghiệp   | Tổng cộng sự nghiệp | Tổng cộng sự nghiệp | 62       | 6        | 7            | 1            | 7             | 0             | 10      | 3       | 0    | 0    | 86        | 10        |

## Danh hiệu

### Câu lạc bộ
Đội trẻ Chelsea
- FA Youth Cup: 2011–12, 2013–14
- UEFA Youth League: 2014–15

Chelsea
- Premier League: 2016–17
- UEFA Europa League: 2018–19
- UEFA Super Cup: 2021
- FIFA Club World Cup: 2021

### Đội tuyển quốc gia
U-21 Anh
- Giải vô địch bóng đá Toulon: 2016

### Cá nhân
- Cầu thủ xuất sắc nhất Giải vô địch bóng đá Toulon 2016